# The Magnificent Tree
The Magnificent Tree is het derde album van de Belgische band Hooverphonic. Het werd in 2000 door Epic Records uitgegeven.
Het album stond 107 weken in de Vlaamse Ultratop 50 en bereikte een tweede plaats. Het kwam binnen in deze hitlijst op 2 september 2000.

## Tracklist
1. "Autoharp" (Alex Callier) – 4:21
2. "Mad About You" (Callier) – 3:43
3. "Waves" (Callier) – 4:01
4. "Jackie Cane" (Cathy Dennis, Callier) – 4:20
5. "The Magnificent Tree" (Geike Arnaert, Callier, Raymond Geerts) – 3:55
6. "Vinegar & Salt" (Callier) – 3:20
7. "Frosted Flake Wood" (Callier) – 3:17
8. "Everytime We Live Together We Die A Bit More" (Callier) – 3:35
9. "Out Of Sight" (Callier) – 3:55
10. "Pink Fluffy Dinosaurs" (Arnaert, Callier) – 3:50
11. "L'odeur Animale" (Callier) – 3:47
12. "Renaissance Affair" (Bonus Track)" (Callier) – 3:25

## Meewerkende artiesten
- Productie
  - Alex Callier
  - Roland Herrington
- Muzikanten
  - Alex Callier (basgitaar, keyboards, programmatie)
  - Caitlin May Harris (koor)
  - Catherine Butterfield (koor)
  - Chelsea Carpenter (koor)
  - Dan Lacksman (programmatie, synthesizer)
  - Elliot Carpenter (koor)
  - Eric Bosteels (drums)
  - Geike Arnaert (zang)
  - Gota Yashiki (cymbalen, percussie, programmatie)
  - Lewis Carpenter (koor)
  - Luis Jardim (percussie)
  - Matt Dunkley (dirigent)
  - Michiel Dutré (cello)
  - Paris Starr (koor)
  - Phil Chill (programmatie)
  - Raymond Geerts (gitaar)
  - Sarah Butterfield (koor)
  - Youssef Yansi (theremin, trompet)